# Neumalsitz
Neumalsitz (hornolužickosrbsky Nowe Małsecy) je místní část velkého okresního města Budyšín v Horní Lužici v německé spolkové zemi Sasko. Nachází se v zemském okrese Budyšín a má 23 obyvatel.

## Geografie
Neumalsitz se nachází severně od centra města Budyšín. Východní a jižní hranici katastrálního území tvoří Budyšínská vodní nádrž dokončená roku 1975. Nejvyšším bodem vsi je Oberer Schafberg (185 m).

## Historie
První písemná zmínka pochází z roku 1821. Vesnice patřila k obci Malsitz, spolu s kterou se v roce 1936 připojila k obci Burk. Roku 1973 bylo Neumalsitz připojeno spolu s celou obcí Burk k Budyšínu a od roku 2020 má status samostatné místní části.

## Obyvatelstvo
Vesnice náleží k lužickosrbské oblasti osídlení.